# Santa Marinha (Ribeira de Pena)
Santa Marinha é uma freguesia portuguesa do município de Ribeira de Pena, com 31,71 km2 de área e 551 habitantes (censo de 2021). A sua densidade populacional é 17,4 hab./km².

## Demografia
A população registada nos censos foi:
Nota: No censo de 1930, Santa Marinha surge agregada à freguesia Salvador, com um total agregado de 4386 residentes.	
| Ano  | 0-14 Anos | 15-24 Anos | 25-64 Anos | > 65 Anos |
| 2001 | 113       | 76         | 323        | 153       |
| 2011 | 58        | 65         | 278        | 157       |
| 2021 | 60        | 32         | 302        | 157       |

## Património
- Igreja Paroquial de Santa Marinha de Ribeira de Pena
- Capela de São Sebastião
- Capela de São Tiago, na Granja Velha
- Capela da Senhora da Guia, na Fonte do Mouro
- Capela de São Domingos, em Choupica
- Capela da Senhora do Amparo, em Aldeiadouro
- Capela de São Miguel
- Capela de Viela